# Chilabothrus
Chilabothrus es un género de serpientes que incluye trece especies de medianas boas endémicas de las Antillas Mayores, las Turcas y Caicos y las Bahamas.

## Especies
Se reconocen las siguientes:
- Chilabothrus angulifer (Bibron, 1843) - Boa cubana
- Chilabothrus argentum (Reynolds, Puente-Rolón, Geneva, Avilés-Rodríguez & Herrmann, 2016) - Boa argéntea de las Bahamas
- Chilabothrus chrysogaster (Cope, 1871) - Boa de las Turcas y Caicos
- Chilabothrus exsul (Netting & Goin, 1944) - Boa de las islas Ábaco
- Chilabothrus fordi (Günther, 1861) - Boa terrestre de Haití
- Chilabothrus gracilis (Fischer, 1888) - Boa arborícola de Haití
- Chilabothrus granti (Stull, 1933) - Boa de las Islas Vírgenes
- Chilabothrus inornatus (Reinhardt, 1843) - Boa de Puerto Rico
- Chilabothrus monensis Zenneck, 1898 - Boa de isla de Mona
- Chilabothrus schwartzi (Buden, 1975) - Boa del centro de las Bahamas
- Chilabothrus striatus (Fischer, 1856) - Boa de La Española
- Chilabothrus strigilatus (Cope, 1863) - Boa del sur de las Bahamas
- Chilabothrus subflavus (Stejneger, 1901) - Boa de Jamaica